# 金星 (相撲)
金星（日语：／ Kinboshi）是大相扑比赛中授予战胜横纲的相扑力士的奖项。三役等级选手（大关、关脇、小结）战胜横纲不授予金星。因横纲伤病休赛而取得胜利的力士不会获得金星。

## 历史
金星最早出现在大正时代(1912-1926)。从1930年1月起，击败横纲获得金星的力士会加薪10日元。

## 其它
金星一詞在相撲世界中也有另一項含義 ,是代表美女的意思。

## 记录

### 最多金星获得记录
- 第一名 安芸乃岛胜已 16个
- 第二名 高见山大五郎、栃乃洋泰一 12个
- 第四名 土佐海敏生 11个

### 最年轻金星获得力士
- 第一名 贵乃花光司 18岁9个月（对手：千代之富士贡）
- 第二名 白鹏翔 19岁8个月（对手：朝青龙明德）
- 第三名 北之湖敏满 19岁11个月（对手：北富士胜昭）